# Belle Brockhoff
Belle Brockhoff (Melbourne, 12 januari 1993) is een Australische snowboardster. Ze vertegenwoordigde haar vaderland op de Olympische Winterspelen 2014 in Sotsji en op de Olympische Winterspelen 2018 in Pyeongchang.

## Carrière
Bij haar wereldbekerdebuut, in december 2010 in Telluride, scoorde Brockhoff direct wereldbekerpunten. In maart 2012 behaalde de Australische in Valmalenco haar eerste toptienklassering in een wereldbekerwedstrijd. In december 2012 stond Brockhoff in Montafon voor de eerste maal in haar carrière op het podium van een wereldbekerwedstrijd. Op de FIS wereldkampioenschappen snowboarden 2013 in Stoneham eindigde de Australische als dertiende op het onderdeel snowboardcross. Tijdens de Olympische Winterspelen van 2014 in Sotsji eindigde Brockhoff als achtste op de snowboardcross.
In Kreischberg nam de Australische deel aan de FIS wereldkampioenschappen snowboarden 2015. Op dit toernooi eindigde ze als zevende op het onderdeel snowboardcross. Op 20 maart 2016 boekte ze in Baqueira-Beret haar eerste wereldbekerzege. Tijdens de Olympische Winterspelen van 2018 in Pyeongchang eindigde Brockhoff als elfde op de snowboardcross.
Op de FIS wereldkampioenschappen snowboarden 2021 in Idre Fjäll eindigde de Australische als vierde op de snowboardcross, in de landenwedstrijd veroverde ze samen met Jarryd Hughes de wereldtitel.

## Resultaten

### Olympische Winterspelen
| Jaar | Plaats      | Resultaten         |
| ---- | ----------- | ------------------ |
| 2014 | Sotsji      | 8e Snowboardcross  |
| 2018 | Pyeongchang | 11e Snowboardcross |

### Wereldkampioenschappen
| Jaar | Plaats      | Resultaten                              |
| ---- | ----------- | --------------------------------------- |
| 2013 | Stoneham    | 13e Snowboardcross                      |
| 2015 | Kreischberg | 7e Snowboardcross                       |
| 2021 | Idre Fjäll  | 4e Snowboardcross · Snowboardcross team |

### Wereldbeker
Eindklasseringen
| Seizoen   | Algm | PAR | SBX    |
| --------- | ---- | --- | ------ |
| 2010/2011 | 107e | 62e | –      |
| 2011/2012 | –    | –   | 24e    |
| 2012/2013 | –    | –   | 9e     |
| 2013/2014 | –    | –   | 12e    |
| 2014/2015 | –    | –   | 5e     |
| 2015/2016 | –    | –   | Brons  |
| 2016/2017 | –    | –   | Brons  |
| 2017/2018 | –    | –   | 40e    |
| 2019/2020 | –    | –   | Zilver |

Wereldbekerzeges
| Datum            | Plaats         | Onderdeel      |
| ---------------- | -------------- | -------------- |
| 20 maart 2016    | Baqueira-Beret | Snowboardcross |
| 16 december 2016 | Montafon       | Snowboardcross |
| 4 februari 2017  | Bansko         | Snowboardcross |
| 26 januari 2020  | Big White      | Snowboardcross |